# Caméléon
Caméléon är det fjärde studioalbumet av den franska sångaren Shy'm. Det gavs ut den 25 juni 2012 och innehåller 11 låtar.

## Låtlista
| Nr  | Titel              | Längd |
| --- | ------------------ | ----- |
| 1.  | Et alors !         | 3:05  |
| 2.  | Et si              | 3:36  |
| 3.  | On se fout de nous | 3:30  |
| 4.  | 1. ShimiSoldiers   | 3:37  |
| 5.  | Controle           | 3:30  |
| 6.  | Çaméléon           | 3:23  |
| 7.  | Comme un oiseau    | 4:37  |
| 8.  | En plein cœur      | 3:30  |
| 9.  | Black Marilyn      | 2:58  |
| 10. | Elle               | 4:08  |
| 11. | Sur la route       | 3:18  |

## Listplaceringar
| Lista               | Topplacering |
| ------------------- | ------------ |
| Belgien (Vallonien) | 3            |
| Frankrike           | 1            |
| Schweiz             | 26           |